# Thibau Nys
Thibau Nys (Bonheiden, 12 novembre 2002) è un ciclocrossista e ciclista su strada belga che corre per il team Lidl-Trek. Già campione del mondo Junior 2020 di ciclocross, nel 2021 ha vinto la gara in linea Under-23 agli Europei su strada di Trento.

## Biografia
È figlio del ciclocrossista Sven Nys, considerato uno dei migliori di sempre nella specialità.

## Palmarès

### Cross
- 2018-2019 (Juniores)

Grote Prijs Pelt Junior (Neerpelt)
Flandriencross, 3ª prova DVV Verzekeringen Trofee Junior (Hamme)
Grote Prijs Sven Nys, 6ª prova DVV Verzekeringen Trofee Junior (Baal)
Cyclo-cross de Pontchâteau, 6ª prova Coppa del mondo Junior (Pontchâteau)
Krawatencross, 8ª prova DVV Verzekeringen Trofee Junior (Lille)
Vlaamse Aardbeiencross, 7ª prova Superprestige Junior (Hoogstraten)
Grote Prijs Leuven Junior (Lovanio)
- 2019-2020 (Juniores)

Jingle Cross Junior #1 (Iowa City)
Cyclo-Cross Collective Cup Junior #1 (Waterloo)
Grote Prijs Pelt Junior (Neerpelt)
Cyclocross Gieten, 1ª prova Superprestige Junior (Gieten)
Radquer Bern, 1ª prova Coppa del mondo Junior (Berna)
Cyclocross Gavere, 3ª prova Superprestige Junior (Gavere)
Campionati europei, gara Junior
Cyklokros Tábor, 2ª prova Coppa del mondo Junior (Tábor)
Duinencross, 3ª prova Coppa del mondo Junior (Koksijde)
Urban Cross, 3ª prova DVV Verzekeringen Trofee Junior (Courtrai)
Cyclocross Zonhoven, 5ª prova Superprestige Junior (Zonhoven)
Cyclo-cross de la Citadelle, 4ª prova Coppa del mondo Junior (Namur)
Grote Prijs Eric De Vlaeminck, 5ª prova Coppa del mondo Junior (Heusden-Zolder)
Cyclocross Diegem, 6ª prova Superprestige Junior (Diegem)
Grote Prijs Sven Nys, 6ª prova DVV Verzekeringen Trofee Junior (Baal)
Campionati belgi, gara Junior
Cyclo-cross de Nommay, 6ª prova Coppa del mondo Junior (Nommay)
Campionati del mondo, gara Junior
Krawatencross, 8ª prova DVV Verzekeringen Trofee Junior (Lille)
Noordzeecross, 8ª prova Superprestige Junior (Middelkerke)
Vestingcross Junior (Hulst)
Grote Prijs Leuven Junior (Lovanio)
- 2021-2022 (Baloise Trek Lions, Under-23)

X²O Badkamers Trofee Azencross
X²O Badkamers Trofee GP Sven Nys
X²O Badkamers Trofee Herentals Cross
- 2022-2023 (Baloise Trek Lions, Under-23)

UCI World Cup Tábor
UCI World Cup Maasmechelen
UCI World Cup Zonhoven
UCI World Championship U23
UCI World Cup Benidorm
- 2023-2024 (Baloise Trek Lions)

Be-Mine Cross
UCI World Cup Waterloo
X²O Badkamers Trofee Koppenbergcross Melden
- 2024-2025 (Baloise Trek Lions)

Superprestige Overijse
Campionati europei, gara Elite
Rapencross
Campionati belgi, Prova Elite
UCI World Cup Benidorm

#### Altri successi
- 2019-2020 (Juniores)

Classifica generale Coppa del mondo, Junior
Classifica generale Superprestige, Junior

### Strada
- 2021 (Baloise-Trek Lions, quattro vittorie)

1ª tappa Ronde van Vlaams-Brabant (Huldenberg > Huldenberg)
2ª tappa Ronde van Vlaams-Brabant (Goetsenhoven > Goetsenhoven)
1ª tappa Tour de la Province de Namur (Walcourt > Arbre)
Campionati europei, prova in linea Under-23
- 2022 (Baloise-Trek Lions, due vittorie)

3ª tappa Flèche du Sud (Bourscheid > Bourscheid)
Classifica generale Flèche du Sud
- 2023 (Trek-Segafredo, due vittorie)

2ª tappa Giro di Norvegia (Valle > Stavanger)
Grosser Preis des Kantons Aargau
- 2024 (Lidl-Trek, nove vittorie)

2ª tappa Giro di Romandia (Friburgo > Salvan)
3ª tappa Tour de Hongrie (Kazincbarcika > Gyöngyös-Kékestető)
4ª tappa Tour de Hongrie (Budapest > Etyek)
Classifica generale Tour de Hongrie
1ª tappa Giro di Norvegia (Voss > Voss)
3ª tappa Giro di Svizzera (Steinmaur > Rüschlikon)
1ª tappa Giro di Polonia (Breslavia > Karpacz)
3ª tappa Giro di Polonia (Wałbrzych > Duszniki-Zdrój)
6ª tappa Giro di Polonia (Wadowice > Bukowina Tatrzańska)
- 2025 (Lidl-Trek, una vittoria)

Gran Premio Miguel Indurain

#### Altri successi
- 2022 (Baloise-Trek Lions)

Classifica giovani Flèche du Sud
- 2023 (Trek-Segafredo)

Classifica a punti Giro di Norvegia
- 2024 (Lidl-Trek)

Classifica a punti Tour de Hongrie

## Piazzamenti

### Grandi Giri
- Tour de France

2025: 116º

### Classiche monumento
- Liegi-Bastogne-Liegi

2025: 5º

### Competizioni mondiali
- Campionati del mondo di ciclocross

Bogense 2019 - Junior: 4º
Dübendorf 2020 - Junior: vincitore
Fayetteville 2022 - Under-23: 3º
Hoogerheide 2023 - Under-23: vincitore
Tabor 2024 - Elite: 9º
Liévin 2025 - Elite: 3º
- Campionati del mondo su strada

Fiandre 2021 - In linea Under-23: 6º
Glasgow 2023 - In linea Under-23: 27º

### Competizioni europee
- Campionati europei di ciclocross

Rosmalen 2018 - Junior: 3º
Silvelle 2019 - Junior: vincitore
Drenthe-Col du VAM 2021 - Under-23: 3º
Namur 2022 - Under-23: 2º
Pontchateau 2023 - Elite: ritirato
Pontevedra 2024 - Elite: vincitore
- Campionati europei su strada

Trento 2021 - In linea Under-23: vincitore